# Diocesi di Zacatecoluca
La diocesi di Zacatecoluca (in latino: Dioecesis Zacatecolucana) è una sede della Chiesa cattolica in El Salvador suffraganea dell'arcidiocesi di San Salvador. Nel 2022 contava 218.728 battezzati su 332.569 abitanti. È retta dal vescovo Elías Samuel Bolaños Avelar, S.D.B.

## Territorio
La diocesi comprende il dipartimento di La Paz e una piccola parte del dipartimento di San Vicente, in El Salvador.
Sede vescovile è la città di Zacatecoluca, dove si trova la cattedrale di Nostra Signora dei Poveri.
Il territorio si estende su 1.536 km² ed è suddiviso in 36 parrocchie, raggruppate in 5 vicariati.

## Storia
La diocesi è stata eretta il 5 maggio 1987 con la bolla Circumspicientes Nos di papa Giovanni Paolo II, ricavandone il territorio dalla diocesi di San Vicente.

## Cronotassi dei vescovi
Si omettono i periodi di sede vacante non superiori ai 2 anni o non storicamente accertati.
- Romeo Tovar Astorga, O.F.M. (5 maggio 1987 - 17 dicembre 1996 nominato vescovo coadiutore di San Miguel)
- Elías Samuel Bolaños Avelar, S.D.B., dal 27 febbraio 1998

## Statistiche
La diocesi nel 2022 su una popolazione di 332.569 persone contava 218.728 battezzati, corrispondenti al 65,8% del totale.
| anno | popolazione | popolazione | popolazione | presbiteri | presbiteri | presbiteri | presbiteri                | diaconi | religiosi | religiosi | parrocchie |
| anno | battezzati  | totale      | %           | numero     | secolari   | regolari   | battezzati per presbitero | diaconi | uomini    | donne     | parrocchie |
| ---- | ----------- | ----------- | ----------- | ---------- | ---------- | ---------- | ------------------------- | ------- | --------- | --------- | ---------- |
| 1990 | 270.000     | 300.000     | 90,0        | 17         | 11         | 6          | 15.882                    |         | 9         | 24        | 18         |
| 1999 | 272.000     | 305.000     | 89,2        | 32         | 27         | 5          | 8.500                     | 1       | 11        | 49        | 26         |
| 2000 | 290.000     | 325.000     | 89,2        | 33         | 28         | 5          | 8.787                     | 1       | 15        | 50        | 27         |
| 2001 | 290.000     | 325.000     | 89,2        | 35         | 30         | 5          | 8.285                     | 1       | 15        | 61        | 27         |
| 2002 | 274.500     | 325.000     | 84,5        | 40         | 34         | 6          | 6.862                     | 1       | 16        | 53        | 27         |
| 2003 | 274.500     | 326.000     | 84,2        | 44         | 39         | 5          | 6.238                     | 1       | 15        | 57        | 27         |
| 2004 | 273.500     | 326.000     | 83,9        | 45         | 40         | 5          | 6.077                     | 1       | 13        | 52        | 29         |
| 2010 | 283.000     | 336.000     | 84,2        | 51         | 47         | 4          | 5.549                     | 1       | 8         | 57        | 32         |
| 2014 | 288.700     | 343.000     | 84,2        | 65         | 62         | 3          | 4.441                     |         | 6         | 63        | 35         |
| 2017 | 238.116     | 327.464     | 72,7        | 54         | 51         | 3          | 4.409                     | 1       | 5         | 60        | 35         |
| 2020 | 231.000     | 328.236     | 70,4        | 60         | 56         | 4          | 3.850                     | 1       | 5         | 65        | 35         |
| 2022 | 218.728     | 332.569     | 65,8        | 62         | 59         | 3          | 3.527                     | 2       | 6         | 58        | 36         |